# Паризо, Паскаль
Паскаль Паризо (фр. Pascal Parisot; род. в ноябре 1963, Помпи (фр. Pompey), департамент Мёрт и Мозель) — французский певец, автор-исполнитель

## Биография
Паскаль Паризо родился в Лотарингии и своё детство провёл в департаменте Вогезы.
С молодости он увлекся музыкой. Паскаль рос слушая шансон, босса-нову и песни протеста Бернара Лавилье. Четыре года обучался в консерватории на отделении классической гитары, выступал в барах и клубах восточной Франции, а иногда и соседней Германии, исполняя классический репертуар — Генсбура, Ферре, Пиаф.
Постепенно Паризо начал сочинять и самостоятельные произведения, включая свои работы в концертный репертуар, проверяя свои песни на публичных выступлениях.
В конце 90-х музыкант решил попробовать себя на столичной сцене и отправился в Париж, где записал несколько треков с приятелями — перкуссионистом Жаком Телиточчи, гитаристом Югом Боденом и продюсером Венсаном Бутолло. Вскоре был заключен контракт с лейблом Epic, на котором в сентябре 2000 года был записан первый трехпесенный EP Паризо. В декабре певец выступил на фестивале Transmusicales в Ренне, а в январе следующего года вышел дебютный альбом «Rumba».

## Дискография

### 2000— Rumba
1. Ca alors 03:49
2. Qui m’aime ne me suive pas 03:46
3. Diplômé de toi 03:41
4. Qui s’ignore 03:47
5. Suzanne 04:49
6. Je t’aime 03:27
7. Inutile de me faire les yeux d… 04:23
8. Ah ! Si j’avais du pognon 03:46
9. Je reste au lit 03:53
10. Tralala pas toi 04:05
11. Rumba 03:00

### 2003— Wonderful
1. Wonderful  02:47
2. Que je sache  03:02
3. Tout va bien 03:54
4. Je = toi 03:35
5. Victime de l’amour 03:00
6. Les gens sont méchants 02:51
7. Moi scorpion, toi balance 03:29
8. La salle de bain 03:32
9. Sombre héros 03:11
10. Je veux être extraordinaire 03:47
11. Les gondoles à Denise 03:08
12. Lapin! 02:34

### 2009—Les pieds dans le plat
1. Les poissons panés
2. A la cantine
3. Behhh !
4. Ferme ta boîte à camembert
5. Kiki
6. Sur place ou à emporter
7. Privé de dessert
8. Mes parents sont bio
9. 36,50
10. Cochonet
11. Qu’est-ce qu’on dit ?
12. Mange ta main
13. Bip !
14. Comme une casserole
15. Chez les pizzas
16. La reine des tartes